# 波西菲爾德 (阿拉巴馬州)
波西菲爾德（英語：Posey Field）是位於美國阿拉巴馬州溫斯頓縣的一個非建制地區。該地的面積和人口皆未知。

## 地理
波西菲爾德的座標為34°16′19″N 87°35′58″W / 34.27194°N 87.59944°W，而該地的平均海拔高度為283米（即930英尺）。